# Joseph Pickford
Joseph Pickford (Warwickshire, 1734 – 1782) è stato un architetto inglese,  uno dei principali architetti della provincia durante il regno di Giorgio III.

## Biografia
Pickford è nato nel Warwickshire ma nel 1736 si trasferisce a Londra quando suo padre muore. La sua formazione iniziale è stata con lo zio Joseph Pickford, scalpellino e scultore. Pickford lavora con suo zio per circa dieci anni ottenendo una formazione prima come muratore e poi come architetto. Pickford per un periodo tenne uffici a Londra e Derby e qui si trasferisce intorno al 1760, dove è l'agente dell'architetto di Foremarke Hall David Hiorne di Warwick. Sposa Maria, figlia di Thomas Wilkins, il principale agente di Wenman Coke di Longford Hall, Derbyshire. La casa che ha progettato per sé, al numero 41 Frate Gate, ora è il Pickford's House Museum; dall'aprile 2006 l'edificio è disponibile solo per visite di gruppi organizzati.
Pickford lavora a lungo per tutte le contee delle Midlands, in primo luogo progettando case di città e di campagna in stile palladiano. Un numero significativo di suoi amici e clienti erano gli influenti membri della Lunar Society, tra cui il ceramista Josiah Wedgwood, il pittore Joseph Wright of Derby, e gli inventori Matthew Boulton e John Whitehurst.

## Principali opere
- St Helen's House, King Street, Derby, Derbyshire (1766-1767) per Gisbourne John.
- Hams Hall, Coleshill, Warwickshire per C.B. Adderely (1768, ora demolito).
- Etruria Hall, Stoke on Trent, Staffordshire per Josiah Wedgwood (1768-1770, comprende attualmente la parte di un albergo).
- St Mary's Church, Birmingham, West Midlands (1.773-4, ora demolito).

## Galleria d'immagini

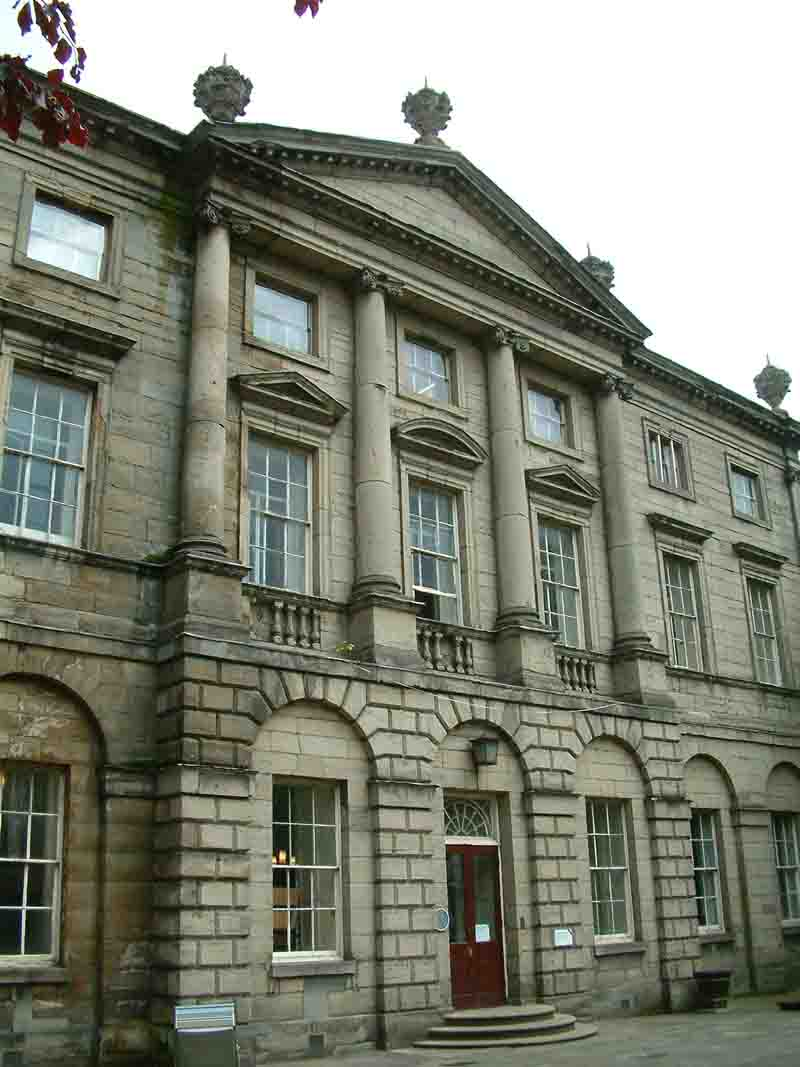
St. Helen's House
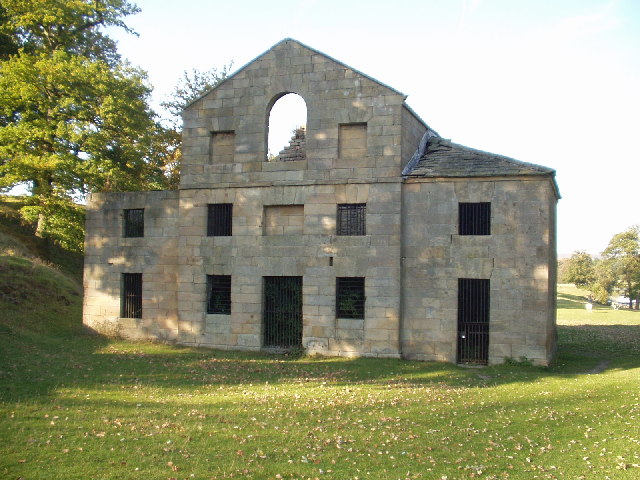
Mill, Chatsworth, Derbyshire
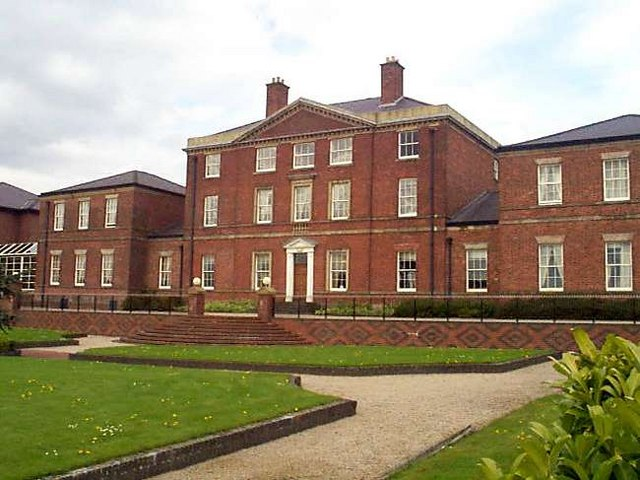
Etruria Hall
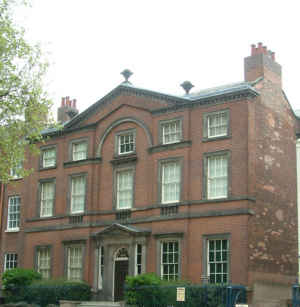
Pickford's House, Derby